# Минский протокол

Здание «Президент-отеля» на улице Энгельса, где был подписан Протокол

Ми́нский протоко́л (Ми́нское соглаше́ние) — документ, подписанный 5 сентября 2014 года в Минске в здании «Президент-отеля», предусматривавший, в частности, прекращение огня на территории Донецкой и Луганской областей Украины. Полное название — «Протокол по итогам консультаций Трёхсторонней контактной группы относительно совместных шагов, направленных на имплементацию Мирного плана Президента Украины Петра Порошенко и инициатив Президента России Владимира Путина».
Со стороны России Протокол подписал Чрезвычайный и Полномочный Посол Российской Федерации на Украине Михаил Зурабов, со стороны Украины — бывший президент Леонид Кучма, который имел мандат от руководства страны, со стороны ОБСЕ — швейцарский дипломат Хайди Тальявини, подписи (без указания должностей) также поставили представляющие сепаратистов главы ЛНР и ДНР Игорь Плотницкий и Александр Захарченко. После подписания документа режим прекращения огня вступил в силу в тот же день с 18:00 по местному времени.
До начала полномасштабного вторжения РФ Минские соглашения считались путём к урегулированию конфликта в Донбассе. Несмотря на постоянное дипломатическое давление, соглашения не привели к мирному урегулированию конфликта в Донбассе. 21 февраля 2022 года Россия официально признала самопровозглашённые Донецкую и Луганскую народные республики «независимыми государствами», а через 3 дня, 24 февраля, Россия начала крупномасштабное вторжение на Украину.
Соглашения были навязаны Киеву Кремлём в контексте разрушительных поражений Украины от регулярных и нерегулярных сил РФ в сентябре 2014 и феврале 2015 года. Россия фактически заставила Украину подписать соглашения военным насилием — саммит был наскоро созван после того, как Россия ввела свои войска в помощь силам ДНР заполучить ключевую железнодорожную развязку. Соглашения являлись не решением, а представляли собой часть проблемы. Соглашения частично были явным нарушением международного права, подрывали политический суверенитет и территориальную целостность Украины, неприменение силы и национальное самоопределение. Их поддержка и легитимизация западными государствами фактически помогли сделать нарушения долговременными, что подорвало международную систему, сложившуюся после 1945 года. Минские соглашения также косвенно нарушали основные демократические стандарты. Соглашения были механизмом Кремля для пожинания плодов первоначально скрытой военной агрессии России против Украины. Западные государства оказывали давление на Украину с целью выполнения сомнительных положений Минска, недостаточно поддерживали нормативно приемлемое толкование соглашений, и не привлекали РФ к ответственности за нарушение соглашений и подрыв переговоров в Трёхсторонней контактной группе. Тем самым страны Запада способствовали очевидному подрыву Кремлём европейской системы безопасности.
Несмотря на подписание протокола, боевые действия на востоке Украины продолжились. В середине января 2015 года стороны конфликта фактически перестали выполнять пункты протокола.
В феврале 2022 года на фоне острого кризиса между Россией и рядом стран Запада из-за потенциальной угрозы территориальной целостности Украины, связываемой с наращиванием российских войск и вооружений рядом с российско-украинской границей, главы самопровозглашённых ДНР и ЛНР Денис Пушилин и Леонид Пасечник обратились к президенту РФ Владимиру Путину с просьбой признать независимость республик. 21 февраля Владимир Путин подписал указы о признании независимости и суверенитета республик. 22 февраля Путин заявил, что после признания Москвой Донецкой и Луганской народных республик Минских соглашений больше не существует. По его словам, Россия была вынуждена принять решение о признании ДНР и ЛНР из-за нежелания Киева выполнять Минские соглашения, которые фактически «были убиты» ещё задолго до признания народных республик Донбасса.

## История

### Предыстория
В 1994 году Украина отказалась от своего ядерного вооружения и подписала Будапештский меморандум с Россией, США и Великобританией, в котором подписавшие обязывались уважать территориальную целостность Украины и воздерживаться от угроз и использования силы против неё. Соглашение было нарушено Россией, когда в 2014 году она аннексировала Крым и вторглась в Донбасс. Подписавшие не приложили реальных усилий для того, чтобы привести Россию к ответственности за нарушение Будапештского меморандума.
23 июня 2014 года в Донецке прошла первая встреча трёхсторонней комиссии, в которой участвовали Леонид Кучма, Михаил Зурабов, Тальявини, а также Виктор Медведчук, Олег Царёв и Александр Бородай. Стороны смогли договориться лишь о прекращении огня до 27 июня. На тот период представленный мирный план президента Порошенко предусматривал вывод «наёмников» с территории Украины, разоружение сепаратистов, частичную амнистию, восстановление работы местных органов власти при ограниченной децентрализации и сохранении прав русского языка.
Идея провести трёхстороннюю встречу (ОБСЕ-Россия-Украина) в Минске появилась ещё в июле, но тогда президент Украины Порошенко предлагал обсудить вопросы допуска международных экспертов к месту крушения самолёта Boeing 777 и освобождения заложников, удерживавшихся сепаратистами.

### Наступление России — август 2014
Летом 2014 года Украина начала контрнаступление, в ходе которого освободила большую часть оккупированных территорий Донбасса. Россия тайно посылала свой спецназ, нерегулярные формирования и небольшие группы ВС РФ до августа 2014. В августе Россия и контролируемые ею сепаратисты предприняли широкомасштабное контрнаступление на юге Донецкой области, осложнив положение украинских сил. Впервые для предотвращения разгрома созданных ею анклавов Россия задействовала большое количество своих регулярных военных формирований. Разгромом под Иловайском Россия вынудила Украину подписать Минский протокол, или Минск 1.
На момент подписания Протокола сепаратисты из ДНР и ЛНР контролировали территорию в 16 000 км², на которой проживало 4,5 млн человек. Зона контроля включала областные центры Донецк и Луганск, а также такие ключевые населённые пункты, как Новоазовск, Горловка, Макеевка.
Началу переговоров в Минске предшествовала встреча между Путиным и Порошенко 26 августа 2014, а также телефонный разговор, состоявшийся 3 сентября.

### Наступление России — зима 2015
После подписания Протокола и Меморандума был установлен хрупкий режим прекращения огня. Однако, несмотря на то, что соглашение соответствовало интересам России, боевые действия вскоре продолжились. После захвата Донецкого аэропорта в январе 2015, Россия повторила свои действия в августе 2014 года, задействовала свежие силы и атаковала украинскую армию под Дебальцево, разгромив украинские силы и заставив Украину подписать «Комплекс мер по выполнению Минских соглашений», или Минск-2.

## Состав трёхсторонней контактной группы
- ОБСЕ: Посол Хайди Тальявини[20];
- Украина: Второй президент Украины Леонид Кучма[20];
- Россия: Посол РФ на Украине Михаил Зурабов[20][21].

В работе группы принимали участие:
- Александр Захарченко[20];
- Игорь Плотницкий[20].

## Содержание протокола

Карта линии разграничения и буферной зоны согласно Минскому соглашению
----
― Граница контроля Украины― Граница контроля формирований ДНР и ЛНР― Предельные границы 30-км буферной зоны для артиллерии калибром > 100 мм Территория, контролируемая формированиями ДНР и ЛНР по состоянию на г.

1. Обеспечить незамедлительное двухстороннее прекращение применения оружия.
2. Обеспечить мониторинг и верификацию со стороны ОБСЕ режима неприменения оружия.
3. Провести децентрализацию власти, в том числе путём принятия Закона Украины «О временном порядке местного самоуправления в отдельных районах Донецкой и Луганской областей» (Закон об особом статусе).
4. Обеспечить постоянно действующий мониторинг на украинско-российской государственной границе и верификацию со стороны ОБСЕ с созданием зоны безопасности в приграничных районах Украины и РФ.
5. Безотлагательно освободить всех заложников и незаконно удерживаемых лиц.
6. Принять закон о недопущении преследования и наказания лиц в связи с событиями, которые имели место в отдельных районах Донецкой и Луганской областей Украины.
7. Продолжить инклюзивный общенациональный диалог.
8. Принять меры по улучшению гуманитарной ситуации в Донбассе.
9. Обеспечить проведение досрочных местных выборов в соответствии с Законом Украины «О временном порядке местного самоуправления в отдельных районах Донецкой и Луганской областей» (Закон об особом статусе).
10. Вывести незаконные вооружённые формирования, военную технику, а также боевиков и наёмников с территории Украины.
11. Принять программу экономического возрождения Донбасса и восстановления жизнедеятельности региона.
12. Предоставить гарантии личной безопасности для участников консультаций[23].

## Меморандум
19 сентября в Минске членами Трёхсторонней контактной группы — представителями России (М. Ю. Зурабов), Украины (Л. Д. Кучма) и ОБСЕ (Хайди Тальявини), представителями Донецкой и Луганской Народных Республик А. В. Захарченко и И. В. Плотницким, был подписан меморандум, предусматривающий во исполнение п. 1 Протокола, помимо иных мер, призванных закрепить договорённости о двухстороннем прекращении применения оружия: отвод тяжёлого вооружения (калибром свыше 100 мм) на 15 км от линии соприкосновения сторон по состоянию на дату подписания меморандума и формирование тем самым зоны безопасности, запреты на полёты боевой авиации и БПЛА и на установку минно-взрывных заграждений в этой зоне безопасности.
26 сентября начала работу рабочая группа совместного Центра по контролю и координации вопросов прекращения огня и поэтапной стабилизации линии разграничения сторон на востоке Украины, в состав которого вошли представители украинской стороны, мониторинговая группа ОБСЕ и 76 военнослужащих ВС РФ во главе с заместителем главнокомандующего Сухопутных войск РФ генерал-лейтенантом Ленцовым А. И. В обязанности рабочей группы входит реализация мероприятий по установлению режима полного прекращения огня.

## Интерпретации протокола
- По словам президента Украины Петра Порошенко, после прямого вторжения на территорию украинского государства подразделений регулярной армии Российской Федерации он выступил с инициативой о немедленном прекращении огня. Об этом он договорился в разговоре с Владимиром Путиным, а в Минске был лишь подписан соответствующий протокол. По словам Порошенко, минский протокол предполагает остановку наступления регулярных вооружённых сил РФ, обмен военнопленными, «восстановление и сохранение суверенитета Украины на всей территории Донбасса, — в том числе и той, которая сейчас временно контролируется боевиками». Президент подчеркнул, что Украина не пошла на уступки в вопросе территориальной целостности и суверенитета страны. Упомянутый в третьем и девятом пунктах протокола закон предполагает сохранение Донецкой и Луганской областей в составе Украины[27].
- Министр иностранных дел Германии Франк-Вальтер Штайнмайер прокомментировал Минский протокол следующим образом: «что касается переговоров о статусе юго-востока страны, то подписанный в Минске протокол подготавливает соответствующие шаги… Я считаю, что Россия должна исполнить свою часть соглашения о прекращении огня. Эта часть заключается в том, что все российские солдаты и вооружения, которые до сих пор находятся на украинской территории, должны быть отозваны согласно достигнутому с Украиной соглашению. Международное же сообщество должно это проконтролировать»[28].
- Глава МИД Австрии Себастьян Курц считает, что минский договор предполагает вывод российских войск с территории Крыма: «теперь необходимо сделать всё, чтобы реализовать и остальные пункты минских договорённостей. В частности, с территории Украины должны быть выведены все российские военнослужащие — и не только с юго-востока страны, но, с нашей точки зрения, и из Крыма. Территориальная целостность Украины должна соблюдаться»[29].

## Соблюдение Протокола
После подписания Протокола и Меморандума был установлен хрупкий режим прекращения огня. Однако, несмотря на то, что соглашение соответствовало интересам России, боевые действия вскоре продолжились. После захвата Донецкого аэропорта в январе 2015, Россия повторила свои действия в августе 2014 года, задействовала свежие силы и атаковала украинскую армию под Дебальцево, разгромив украинские силы и заставив Украину подписать «Комплекс мер по выполнению Минских соглашений», или Минск-2.
16 сентября 2014 года Верховная Рада Украины, в соответствии с пунктом 3 протокола, приняла закон «Об особом порядке местного самоуправления». 7 ноября 2014 года Кабмин Украины утвердил перечень населённых пунктов, которые не подконтрольны Украине.
Несмотря на подписание Протокола, большая часть его положений не соблюдалась.
- Режим прекращения огня, вступивший в силу 5 сентября в 18:00 (19:00 мск), неоднократно нарушался весь период его действия[31][32][33]. По данным ООН, после объявления перемирия по начало ноября 2014 года в зоне конфликта погибло более тысячи человек[34]. В декабре режим прекращения огня начал выполняться обеими сторонами. Наступило затишье. По заявлению обеих сторон, начался отвод тяжёлых вооружений от линии соприкосновения. На переговорах в Минске 24 декабря стороны договорились об обмене пленными на 26 декабря. 26 декабря сепаратисты и украинские военные совершили самый крупный обмен пленными за время конфликта. В начале января ситуация резко обострилась. После обстрела автобуса под Волновахой начались взаимные обстрелы. К середине января 2015 года особенно ожесточённые бои развернулись за контроль над аэропортом Донецка, удерживаемым украинскими войсками. 18 января советник президента Украины Юрий Бирюков написал на своей странице в Фейсбуке:

Доброе утро, страна. 08:01, уже можно сказать о том, что два часа назад вся группировка наших войск в секторе Б получила приказ и открыла массированный огонь по известным позициям сепаров… Сегодня мы покажем, НАСКОЛЬКО мы умеем бить по зубам… Вам казалось, что? #нассливают?? Нет, мы просто завязывали шнурки. Stay tuned («оставайтесь в теме»), буду информировать раз в час…
 23 января представители ДНР сделали заявления о прекращении действия перемирия из-за продолжающихся обстрелов со стороны правительственных войск. Генеральный секретарь ООН Пан Ги Мун осудил «односторонний выход сепаратистов из режима прекращения огня».
- Расширившаяся до 500 человек миссия ОБСЕ на Украине не смогла осуществить мониторинг границы России и Украины, исключение составляют лишь находящиеся в пунктах пропуска Гуково и Донецк с конца июля 22 представителя организации[30].
- По инициативе Генштаба Украины был создан Совместный центр контроля и координации режима прекращения огня и стабилизации линии соприкосновения сторон конфликта (СЦКК), в который вошли 75 российских и более 280 украинских офицеров. Центр дислоцировался в Соледаре (Донецкая область). Задача СЦКК — мониторинг режима прекращения огня и содействие прекращению перестрелок путём переговоров с командирами подразделений ДНР, ЛНР и на подконтрольной украинским властям территории. Центр работал до декабря 2017 года[источник не указан 1051 день].
- Программа экономического восстановления Донбасса разработана не была. В середине ноября был принят указ президента Украины, поручавший Нацбанку в течение месяца прекратить обслуживание банковских счетов предприятий и населения в зоне АТО[30]. В январе 2015 года украинские власти ограничили транспортное сообщение с подконтрольными ДНР и ЛНР территориями, оставив только 7 коридоров[источник не указан 1051 день].
- По сообщениям Министерства иностранных дел Украины, с начала действия соглашения и объявления режима перемирия к 20 января 2015 года ДНР и ЛНР увеличили свою территорию на 500 квадратных километров[37].
- В интервью газете Die Zeit 7 декабря 2022 года экс-канцлер ФРГ Ангела Меркель заявила, что Минское соглашение 2014 года было попыткой дать Украине время. В начале 2015 года Путин мог легко захватить Украину. По её словам, тогда страны НАТО не смогли бы оказать Киеву поддержку в том объёме, как они это делают теперь[38].

По словам Специального представителя Госдепа США Курта Волкера, Украина выполнила все пункты соглашения, которые возможно, в условиях российской оккупации. Украина приняла законы об амнистии, о специальном статусе, провела изменения в конституции.

## Перед вторжением РФ 2022 года
22 февраля 2022 года, за два дня до начала полномасштабного вторжения РФ на Украину, президент России Владимир Путин в ходе пресс-конференции заявил, что Минские соглашения больше не существуют, поскольку Россия признала независимость Донецкой и Луганской народных республик (ДНР и ЛНР).